# ساندرا منصور
ساندرا منصور طراح مد لبنانی اهل سوئیس است. او نخستین طراح عرب است که با برند مد سوئدی اچ اند ام همکاری داشته‌است.

## سنین جوانی و تحصیل
منصور در ژنو، سوئیس به دنیا آمد و بزرگ شد. والدین او در طول جنگ داخلی لبنان از لبنان به سوئیس گریختند. او در سیزده سالگی با پدر و مادرش به بیروت نقل مکان کرد و تا هجده سالگی در آنجا زندگی کرد. او برای تحصیل در رشتهٔ مدیریت بازرگانی در دانشگاه وبستر ژنو به سوئیس بازگشت. منصور پس از فارغ‌التحصیلی از وبستر، تحصیل برای اخذ مدرک هنر را در دانشگاه هنرهای زیبا در ژنو دنبال کرد. او بعداً تحت نظر الی صعب به آموختن طراحی مد پرداخت. او مدرک کارشناسی ارشد طراحی مد خود را از مؤسسه مارانگونی در پاریس اخذ کرد.

## فعالیت حرفه‌ای
منصور در سال ۲۰۱۰ یک خانهٔ مد با نام خود را در بیروت تأسیس کرد. او به‌عنوان طراح اصلی و مدیر اجرایی این خانهٔ مد فعالیت می‌کند. شرکت منصور عمدتاً برای مشتریان خاورمیانه و اروپا بازاریابی می‌کرد تا اینکه او برای گسترش طیف مشتریان خود، با مدا اپراندی شریک شد.
در سال ۲۰۱۷، منصور به نمایندگی از خاورمیانه در رویداد ابتکار مد بورو به‌عنوان یک «طراح بین‌المللی نوظهور» معرفی شد. او با همکاری بورو ۲۴/۷ دست به ایجاد مجموعه‌ای برای فارفچ زد.
آتلیه و خانهٔ منصور در انفجار ۲۰۲۰ بیروت در ۴ اوت ۲۰۲۰ آسیب دید. او در مصاحبه‌ای که در مورد این انفجار با رسانهٔ وگ انجام داد، اظهار کرد شهروندانی که پس از حادثه در خیابان‌ها به یکدیگر کمک می‌کردند، او را به آیندهٔ لبنان امیدوار کردند. او در زمان انفجار در ژنو بود. اواخر همان ماه او خط مد فلور د سولیل را با همکاری اچ اند ام رونمایی کرد. این خط که شامل پانزده قطعه است، قرار بود در ۶ اوت رونمایی شود، اما به دلیل وقوع انفجار در بیروت، رونمایی از آن به تعویق افتاد.این مجموعه از هنرمندان زن از جمله توین، دوروتا تنینگ، لنا لکلرک و بیبی زاگبی الهام گرفته‌است. پس از رونمایی ا فلور د سولیل، ساندرا منصور و اچ اند ام ۱۰۰٬۰۰۰ دلار از درآمد حاصل از فروش آن را به صلیب سرخ لبنان اهدا کردند. منصور اولین طراح عرب است که با این شرکت مد سوئدی همکاری می‌کند.
مجموعه‌های پوشاک آماده بهار ۲۰۲۰ و ۲۰۲۱ منصور در مجلهٔ وگ به نمایش درآمده است.
او طراحی لباس برای افراد مشهوری از جمله سارا جسیکا پارکر، کلیو فون ادلزهایم، اکاترینا مالیشوا، جیجی حدید، مینگ شی و زوئی پاستل برعهده داشته‌است.